# Tommaso Gherardi del Testa
Tommaso Gherardi del Testa, född 29 augusti 1814 i Terricciola, död 12 oktober 1881 i Pistoia, var en italiensk författare.
Tommaso Gherardi del Testa är främst känd genom sina många lustspel – kvicka, välbyggda, satirer över toskanskt vardagsliv som En pärla bland äkta män, uppförd i Stockholm 1860. Han skrev även populära romaner, till exempel La povera e la ricca (1858), poem i Giuseppe Giusti och några dramer, bland annat Gustavo III, re di Svezia.